# 샌앤드레이어스호
'샌앤드레이어스호(San Andreas Lake) 또는 산안드레스호(Laguna de San Andrés)는 미국 캘리포니아주 샌미티어 군에 있는 도시 밀브레와 샌브루노에 인접한 저수지이다. 이 호수가 샌앤드레이어스 단층 바로 위에 위치해 있었기 때문에, 그 아래의 단층을 샌앤드레이어스 단층라고 이름지었다.